# 卒業制作
卒業制作（そつぎょうせいさく）は、主に服飾、美術系（絵画、彫刻、建築、写真など）の大学・専門学校での最終制作課題の通称として用いられる。学生にとって在学期間の集大成であると同時に、その後の就職や作家活動に少なからず影響を与える重要な制作物および制作活動と位置づけられる。

## 絵画
絵画専攻の卒業制作では、100号前後の油絵や日本画を制作することが多いが、現在ではインスタレーションやパフォーマンスなどの表現を行う学生も比較的増えている。このような傾向は関東や近畿などの有名美術大学で多く見られるが、地方の学校では未だ少ない。また、絵画専攻の卒業制作は制作された後、各々の学校構内や近隣の美術館などを借りて展示発表されることが多い。特に関東地方の美術大学が一堂に集結して作品を発表する5美術大学展(近年は東京都美術館で開催)は、同時期に開催される東京芸術大学の卒業制作展と合わせて絵画科の卒業制作展としては国内最大の規模があり、毎年多数の来場者が訪れる。また、絵画科の卒業制作展は作家志望の学生にとって重要なプレゼンテーションの場としても機能しており、多くの学生が自分の作品をギャラリストやキュレーターに売り込むことに尽力する。

## 建築
卒業設計とも呼ばれる。建築学科学生のほか造園学・ランドスケープ学科などにおいても実施している場合がある。
建築意匠設計での就職（おもにアトリエ事務所・組織事務所・ゼネコン（建設業設計部）・ハウスメーカー）の際には、通常の設計製図の授業において製作したものやコンペティションなどに提出した図面成果と合わせて、この卒業制作の図面・模型をまとめたポートフォリオが重要資料となる。
全国的なコンペとしては毎年、六月に東京都において日本建築家協会主催の『全国学生卒業設計コンクール』；全国巡回の形で日本建築学会主催の『全国大学・高専卒業設計展示会』；3月にせんだいメディアテーク（仙台市）において学生主催の『卒業設計日本一決定戦』；5月に「学生設計優秀作品展ー建築・都市・環境」（通称「レモン展」）などが開催されている、九州地方中心の「学生デザインレビュー」（全国学生卒業設計コンクールの予選を兼ねる）なども開催されている。修士課程の発表の場としては、『トウキョウ建築コレクション』が開催されている。各大学ごとにも優秀な作品を表彰する制度もあり、例えば東京大学の辰野賞や、京都大学の武田五一賞、日本大学の桜建賞などがそれにあたる。
なお、大学によっては、
1. 卒業制作と卒業研究（論文）の片方を選択
2. 卒業制作と卒業研究（論文）の両方が必修

と制度にばらつきがあるが、大学院への進学には両方が必修であることが多い。
また両方が必修であっても専攻が材料系・構造系と、意匠系・建築計画系では卒業制作が評価に占める割合が変わる。